# تنزيه الشريعة عن إباحة الأغاني الخليعة
تنزيه الشريعة عن إباحة الأغاني الخليعة كتاب يتناول تحريم الغناء والمعازف في الشريعة الإسلامية ، ألفه أحمد بن يحيى النجمي (1346 هـ 1928 – 1429 هـ 2008) ، ويقع الكتاب في 88 صفحة ، وقد قسم المؤلف بحثه على أربعة أبواب :
- الباب الأول : في الأدلة على تحريمها من القرآن .
- الباب الثاني : في الأدلة على تحريم الأغاني والمعازف من السنة وقد التزمت في هذا الباب البحث عن رجال الأسانيد وجمع أقوال العلماء في ذلك وشرح ما يحتاج إلى شرح وأعرضت عن كل ما بلغ ضعفه إلى حد النكار .
- الباب الثالث : في الأحاديث الّتي استدل بها من أباح الأغاني والإجابة عن كل شبهة تشبثوا بِها بما فيه مقنع لمن أراد الحق وتجرد عن الهوى.
- الباب الرابع : في أقوال العلماء وخيار السلف في تحريم الأغاني والمعازف وذمهم لها وإنكارهم على فاعليها من زمن الصحابة إلى زمننا .

يقول أحمد بن يحيى النجمي في مقدمة كتابه:
| تنزيه الشريعة عن إباحة الأغاني الخليعة | أما بعد فإنه قد تبين لي من خلال بحثي مع بعض الفضلاء الذين يحملون مشعل الدعوة إلى العقيدة أنَّهم لم يقتنعوا بتحريم الأغاني، إما لقلة توفر المراجع لديهم وإما لأن الكتب المؤلفة في هذا الشأن لم تكن مقنعة إلى حد كبير في نظرهم , لأن غالب ما يروي في هذا الباب ضعيف، وهم لا يمحصون أو صحيح غير صريح في نظر هؤلاء وهم به لا يقتنعون وقد طلب مني ذلكم الفاضل أن أكتب رسالة في هذا الموضوع وافية بالغرض مستوعبة للأدلة مع عزو كل دليل إلى مصدره وكل قول إلى قائله فاستعنت الله أن يعينني على الإيفاء بما طلب وهو المعين وأن يجعله سببا في هداية كثير من الضالين الجاهلين وإقناع كثير من طلبة العلم القاصرين، إنه ولي التوفيق والقادر عليه | تنزيه الشريعة عن إباحة الأغاني الخليعة |